# Richard Southwell Bourke

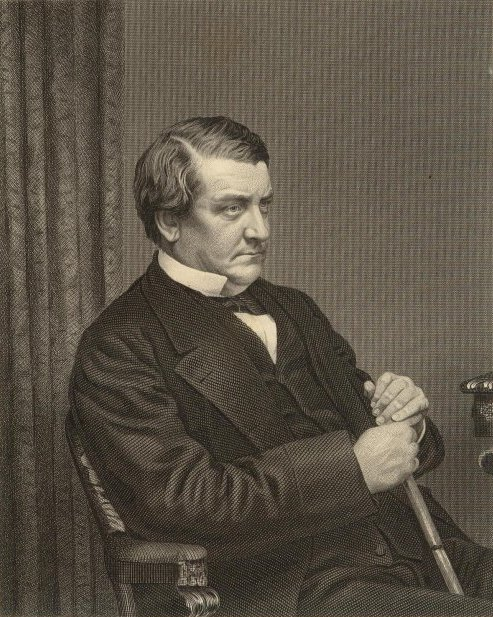
Richard Southwell Bourke.

Richard Southwell Bourke (21 de febrero de 1822 – 8 de febrero de 1872) fue un político irlandés, destacado miembro del Partido Conservador británico.

## Biografía
Bourke nació en Dublín, siendo el hijo mayor de Robert Bourke, 5.º Conde de Mayo, y su esposa Anne Charlotte. Su hermano pequeño, Robert, 1.er Barón Connemara, fue también un reconocido político.
Fue educado en el Trinity College de Dublín. Tras viajar a Rusia, ingresó en la Cámara de los Comunes del Parlamento Británico.
Fue elegido tres veces Jefe de Secretaría de Irlanda (1852, 1858 y 1866), siendo nombrado en 1869 Virrey de la India. Durante su mandato, consolidó las fronteras de la India, donde era conocido popularmente como Lord Mayo, y reorganizó las finanzas de la colonia; también mejoró el ferrocarril, los sistemas de riego y otros servicios públicos.
El 8 de febrero de 1872, mientras visitaba el presidio de Port Blair en las Islas Andamán, fue asesinado por un preso llamado Sher Ali.
- Datos: Q2614140
- Multimedia: Richard Bourke, 6th Earl of Mayo / Q2614140